# Paul Dienst
Paul Hermann Dienst (* 31. Juli 1881 in Elberfeld; † 20. Juni 1939 in Bad Godesberg) war ein deutscher Geologe und Paläontologe.

## Leben
Im Anschluss an das Abitur arbeitete Paul Dienst ein Jahr am Oberbergamt Dortmund, bevor er ein Semester in Genf studierte und dann den Militärdienst antrat. Anschließend studierte Dienst Bergbau in Heidelberg und Berlin und legte 1906 das Bergreferendarexamen ab. 1906/07 studierte er Geologie in Gießen, 1907 trat er als Assistent am Geologisch-Paläontologischen Institut in Marburg ein. Paul Dienst wurde 1908 Assistent an der Preußischen Geologischen Landesanstalt und wurde 1913 in Marburg promoviert. 1918 wurde er zum Kustos der Sammlung ernannt und hat zusammen mit Walther Gothan den 1928 erschienenen großen Original-Katalog (Nachträge 1932 und 1936) der Sammlung erstellt. Im Frühjahr 1924 wurde Dienst der Professorentitel verliehen. Seine Ernennung zum Landesgeologen und Professor erfolgte 1930. Krankheitsbedingt wurde Dienst zum 1. April 1939 pensioniert.
Paul Dienst wurde noch im Gründungsjahr 1912 Mitglied der Paläontologischen Gesellschaft.

## Privatbibliothek

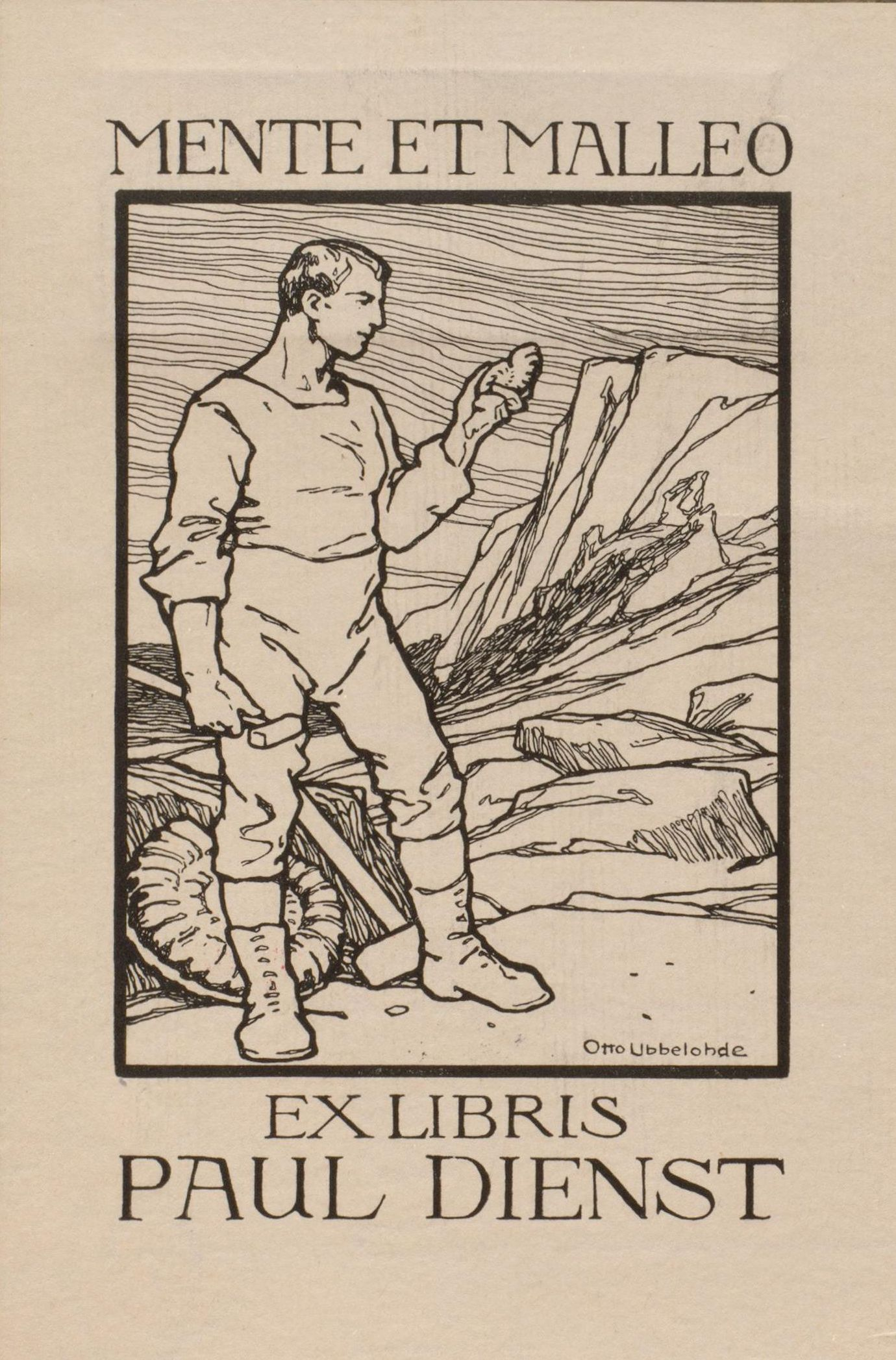
Exlibris von Paul Dienst

Ein Buch aus dem Privatbesitz von Paul Dienst fand sich bei der Recherche nach NS-Raubgut in den Beständen der Württembergischen Landesbibliothek Stuttgart. Eingeklebt ist dort das von Otto Ubbelohde entworfene Exlibris von Paul Dienst.

## Schriften
- Die Fauna der Unterkoblenzschichten (Michelbacher Schichten) des oberen Bernbachtales bei Densberg im Kellerwald. In: Jahrbuch der Preußischen Geologischen Landesanstalt zu Berlin, Jg. 34, 1913, S. 540–617 (Dissertation).
- Zusammenstellung der im Geologischen Landesmuseum zu Berlin aufbewahrten Originale,  I. Paläozoologischer Teil, Berlin: Preußisches Geologisches Landesamt 1928.
  - Nachtrag I, Berlin: Preußisches Geologisches Landesamt 1932
- Katalog der Bibliothek. Deutsche Geologische Gesellschaft, Stuttgart: Enke 1930[3]
- Vorweisung eines montierten Skeletts von Nothosaurus sp. aus dem Mittleren Muschelkalk von Rüdersdorf. In: Jahrbuch der Preußischen Geologischen Landesanstalt zu Berlin, Jg. 53, 1932, Sber., S. 1–3
- Klinoptera rhenana, eine neue Aviculide aus dem rheinischem Unterdevon. In: Jahrbuch der Preußischen Geologischen Landesanstalt zu Berlin, Jg. 55, 1934, S. 388–391.